# Callicarpa micrantha
Espèce
Synonymes
- Callicarpa elegans Hayek in Repert. Spec. Nov. Regni Veg. 2: 88 (1906)
- Callicarpa phanerophlebia Merr. in Philipp. J. Sci., C 12: 301 (1917)

Callicarpa micrantha est une espèce de plantes à fleurs, de la famille des Lamiacées. Originaire des îles Carolines et des Philippines, c'est un arbuste ou un arbre qui pousse dans les milieux tropicaux humides.

## Publication originale
- Vidal S., 1885. Phanerogamae Cumingianae Philippinarum: 187. Tipo-litográfico de M. Pérez Hijo, Manila.